# Сражение при Бассиньяне (1745)
Сражение при Бассиньяне (фр. Bataille de Bassignana) произошло 27 сентября 1745 года во время итальянской кампании Войны за австрийское наследство. Франко-испанские войска под командованием маркиза де Мальбуа, инфанта Филиппа и графа де Гажа разбили австро-сардинскую армию под командованием короля Сардинии Карла Эммануила III.
К осени 1745 года армии Бурбонов, наконец, объединившись после двухлетней кампании, вместе с сильным контингентом генуэзцев захватили ряд городов, Тортона, Парма, Пьяченца, и угрожали взять Милан. Быстрый марш на Пьяченцу заманил туда австрийского командующего, и 25 000 австрийских войск направились, чтобы защитить столицу Ломбардии, оставив своего сардинского союзника Карла Эммануила III с его войском в 30 000 человек изолированно от главных сил.
В ночь на 26 сентября под прикрытием своих постов прикрытия в Пьовере, которые маскировали все их передвижения, Бурбоны покинули Кастельново, чтобы за час до рассвета оказаться лицом к лицу с савойцами. Они продвигались шестью колоннами. Каждой из этих 6 колонн предшествовали гренадеры и стрелки. На правом фланге наступали испанцы, на левом — французы. 27 сентября они сбили авангардные части сардинцев и вышли к реке Танаро, за которой находилась главная позиция противника.
Сардинский король с 30 000 солдат занимал позицию, левый фланг которой упирался в реку По, а перед ней была река Танаро. Его идея заключалась в том, чтобы сдержать там войска Бурбонов и дать время австрийцам прийти ему на помощь.
Де Мальбуа и де Гаж начали строительство моста через реку Танаро, давая понять противнику, что не начнут атаку, пока он не будет завершен, одновременно отправили кавалерию на поиски бродов.
На рассвете 28 сентября франко-испанские войска начали наступление тремя колоннами, переправившимися тайно выбранными ранее бродами. Центральная колонна атаковала центр, бригаду пьемонтев, которой пришлось отступить. Как только Карл Эммануил III увидел, что центр его позиции открыт, он послал резерв гренадеров, чтобы закрыть брешь, но расстояние было слишком велико, и они не подоспели вовремя. Тем временем второй колонне, несмотря на сопротивление сардинцев, также удалось продвинуться вперед.
Третья колонна двинулась на левый фланг противника, где была развернута вся кавалерия Карла Эммануила и 4 недавно прибывших австрийских батальона, между Бассиньяной и Ривароне. Эскадроны бросились в реку, а за ними последовали тысячи пехотинцев по шею в воде. Испанцы сокрушили своих противников, понесших тяжелые потери, и заставили их отступить. Карл Эммануил со своей разбитой армией отошел к Валенце, а затем к Казале-Монферрато. Гренадеры и карабинеры образовали арьергард, чтобы замедлить продвижение франко-испанских войск.
У армии Бурбонов было 1000 убитых и раненых, а у сардинцев — 1000 убитых и раненых, 1500 пленных. Де Гаж затем двинулся на завоевание Ломбардии вопреки совету французских командиров, предпочитавших захват Пьемонта. Он взял Казале и 16 декабря Милан, но цитадель устояла. Вскоре сдались города Лоди и Комо, и к концу 1745 года вся Ломбардия, за исключением крепости в Мантуе и цитадели в Милане, оказалась под контролем Испании и Франции.